# Federazione tennistica della Croazia
La Hrvatski Teniski Savez (HTS), è l'organo che promuove e organizza il tennis in Croazia.
Fondata il 22 luglio 1922 a Zagabria, dal 24 aprile 1992 è membro della Federazione Internazionale Tennis.